# Tabanović (Šabac)
Tabanović (em cirílico: Табановић) é uma vila da Sérvia localizada no município de Šabac, pertencente ao distrito de Mačva, na região de Mačva. A sua população era de 1298 habitantes segundo o censo de 2011.

## Demografia
| 1948  | 1953  | 1961  | 1971  | 1981  | 1991  | 2002  | 2011  |
| ----- | ----- | ----- | ----- | ----- | ----- | ----- | ----- |
| 1 360 | 1 367 | 1 400 | 1 253 | 1 286 | 1 412 | 1 420 | 1 298 |